# Palazzo della Marchesa di Castelluccio
Il palazzo della Marchesa di Castelluccio si trova in vico San Geronimo, a Napoli.
L'edificio fu costruito nel XVI secolo da Giovanni Francesco Mormando e si presenta con due facciate caratterizzate da un basamento in piperno e piccole finestre, sormontate da tre piani marcati da semplici cornici.
Nell'interno, una composizione sulla parete di fondo, sovrastante la porta delle scuderie, determina il passaggio compositivo dal mezzanino al piano nobile ed è composta da tre archi a tutto sesto di cui quello centrale è il maggiore. Altro punto del palazzo rinascimentale è la scala a due archi affiancati.